# Frank G. Fahrion
Frank George Fahrion (ur. 17 kwietnia 1894 w Pickens, zm. 16 stycznia 1970 w La Jolla) – amerykański wojskowy, admirał Marynarki Wojennej Stanów Zjednoczonych.

## Życiorys
Frank G. Fahrion urodził się 17 kwietnia 1894 roku w Pickens w Wirginii Zachodniej. W młodości uczęszczał do West Virginia Wesleyan College w Buckhannon. W 1913 roku wstąpił do Akademii Marynarki Wojennej Stanów Zjednoczonych, którą ukończył ze stopniem chorążego w 1917 roku.
Po ukończeniu Akademii Marynarki Wojennej, w 1917 roku, został przydzielony do krążownika USS South Dakota, pełniąc na jego pokładzie misje patrolowe na obszarze południowego Atlantyku.
Po powrocie do Stanów Zjednoczonych uczył się inżynierii uzbrojenia w Morskiej Szkole Podyplomowej w Annapolis w stanie Maryland. W 1924 roku na Massachusetts Institute of Technology w Cambridge uzyskał tytuł magistra inżynierii mechanicznej. W czerwcu tego samego roku zgłosił się jako oficer na pokład USS Melville, na którego pokładzie pozostał do maja 1927 roku. Przez kolejne dwa lata pełnił służbę w Naval Torpedo Station w Newport w stanie Rhode Island. W sierpniu 1929 roku dołączył do załogi pancernika USS Texas i pozostał na nim do czerwca 1932 roku, kiedy to został ponownie przydzielony do Naval Torpedo Station na Rhode Island. Przed atakiem na Pearl Harbor dowodził dywizjonem niszczycieli pilnujących konwojów płynących na Islandię.
Na początku 1942 roku Fahrion był dowódcą grupy niszczycieli osłaniających lotniskowiec USS Yorktown. Odznaczony Brązową Gwiazdą. Po powrocie do Stanów Zjednoczonych, w grudniu 1942 roku, pełnił tymczasową służbę w Biurze ds. Uzbrojenia w Departamencie Marynarki Wojennej w Waszyngtonie. W lutym następnego roku zgłosił się jako inspektor ds. uzbrojenia marynarki wojennej (Inspector of Naval Ordnance in Charge) w Naval Torpedo Station w Newport na Rhode Island. Za służbę na tym stanowisku został odznaczony Legią Zasługi. Od sierpnia do października 1944 roku pełnił służbę na USS New Jersey na Pacyfiku, a 6 października tego samego roku objął dowództwo nad okrętem USS North Carolina. Jako dowódca USS North Carolina został odznaczony Brązową Gwiazdą za waleczność. Do końca wojny pełnił misje na oceanie. Pod koniec prowadzenia działań zbrojnych, już jako kontradmirał, został odznaczony Złotą Gwiazdą.
W styczniu 1947 roku został mianowany generalnym inspektorem Floty Pacyfiku, które to stanowisko pełnił do lipca 1950 roku, gdy objął dowództwo nad wszystkimi niszczycielami przydzielonymi do Floty Atlantyku. Od 5 stycznia 1952 roku do czasu przejścia na emeryturę 1 maja 1956 roku był dowódcą Sił Amfibijnych Floty Atlantyku Stanów Zjednoczonych.
Po przejściu na emeryturę z marynarki wojennej Fahrion osiadł wraz z żoną w La Jolla w San Diego, gdzie zmarł 16 stycznia 1970 roku. Został pochowany na Cmentarzu Narodowym w Arlington.

## Odznaczenia[1]
- Legia Zasługi
- Złota Gwiazda
- Brązowa Gwiazda
- Medal Departamentu Obrony za Wybitną Służbę
- Medal Zwycięstwai wiele innych